# آرمناک منجویان
آرمناک منجویان (ارمنی: Արմենակ Լևոնի Մնջոյան؛ انگلیسی: Armenak Mnjoyan زادهٔ ۲۳ نوامبر ۱۹۰۴ - درگذشته ۲۰ فوریهٔ ۱۹۷۰) شیمی‌دان، آکادمیسین اهل ارمنستان بود.

## زندگی‌نامه
وی در ۲۳ نوامبر ۱۹۰۴ در ساری‌قمیش به دنیا آمد و از دانشکده شیمی دانشگاه دولتی مسکو فارغ‌التحصیل گشت. وی عضو فرهنگستان ملی علوم ارمنستان بود. همچنین برندهٔ جوایزی همچون نشان پرچم سرخ کار، نشان لنین، قهرمان کار سوسیالیست، نشان ستاره سرخ، دانشمند شایسته ارمنستان شوروی ()، جایزه دولتی ارمنستان شوروی (9 شده است. وی در ۲۰ فوریهٔ ۱۹۷۰ در سن ۶۵ سالگی در ایروان درگذشت.

## نگارخانه

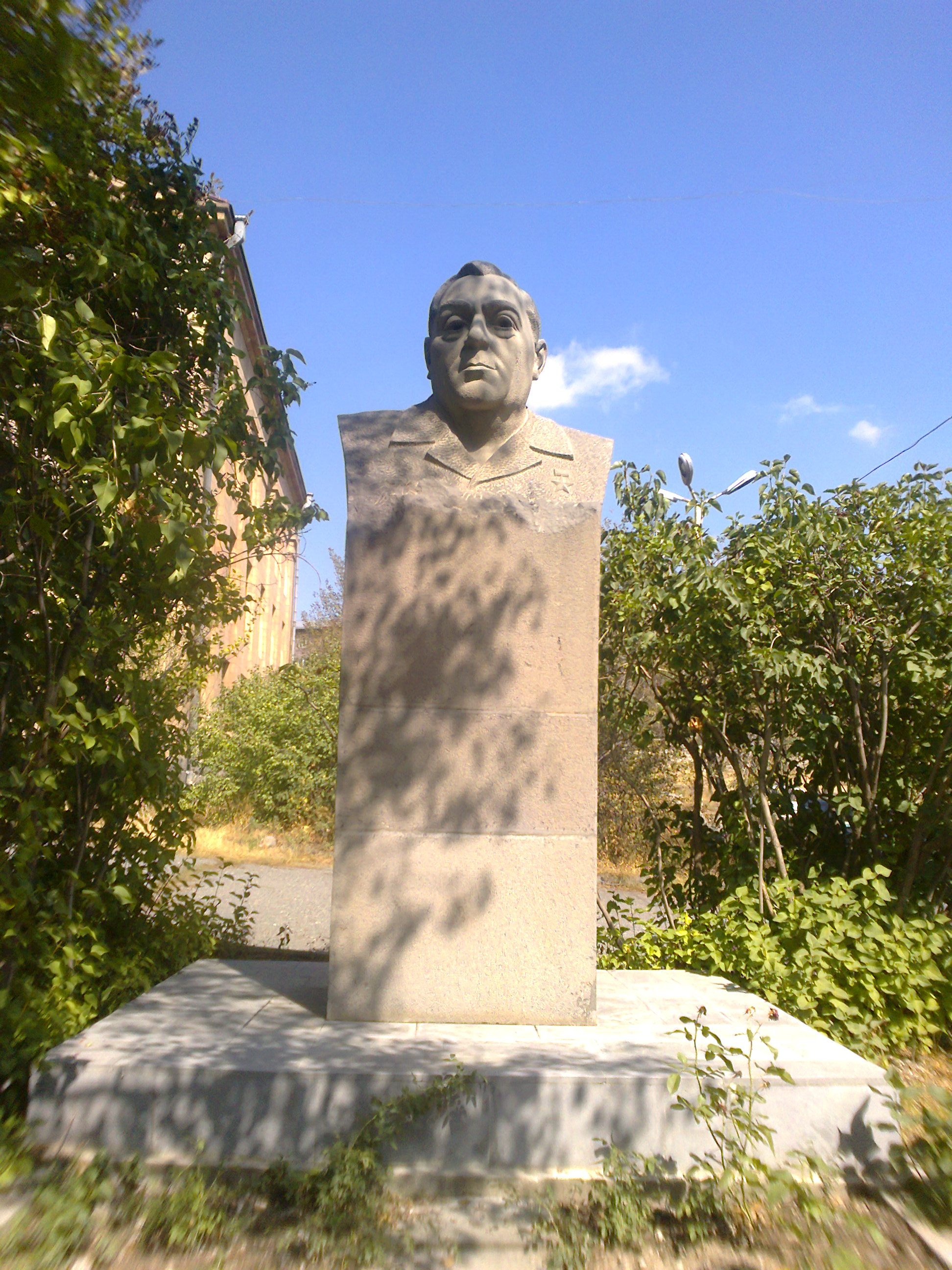

## یادداشت
1. ↑  քիմիական գիտությունների դոկտոր
2. ↑  Մոսկվայի պետական համալսարանի քիմիական ֆակուլտետ
3. ↑  Նուրբ օրգանական քիմիայի ինստիտուտ